# Giro del Piemonte 1972
Il Giro del Piemonte 1972, sessantaduesima edizione della corsa, si svolse il 9 settembre 1972 su un percorso di 205 km. La vittoria fu appannaggio del belga Eddy Merckx, che completò il percorso in 5h16'00", precedendo gli italiani Felice Gimondi e Wladimiro Panizza.
Sul traguardo di Marano Ticino 24 ciclisti, su 79 partiti dalla medesima località, portarono a termine la competizione. 

## Ordine d'arrivo (Top 10)
| Pos. | Corridore           | Squadra   | Tempo    |
| ---- | ------------------- | --------- | -------- |
| 1    | Eddy Merckx         | Molteni   | 5h16'00" |
| 2    | Felice Gimondi      | Salvarani | a 1'26"  |
| 3    | Wladimiro Panizza   | Zonca     | s.t.     |
| 4    | Enrico Maggioni     | Dreher    | s.t.     |
| 5    | Herman Van Springel | Molteni   | s.t.     |
| 6    | Franco Bitossi      | Filotex   | a 10'05" |
| 7    | Michele Dancelli    | Scic      | s.t.     |
| 8    | Gianni Motta        | Ferretti  | s.t.     |
| 9    | Primo Mori          | Salvarani | s.t.     |
| 10   | Ole Ritter          | Dreher    | s.t.     |